# Dagligt Liv i Norden i det sekstende Århundrede
Dagligt Liv i Norden i det sekstende Århundrede er et dansk bogværk skrevet af Troels Troels-Lund hvis første udgave kom i årene 1879 til 1901.
Værket blev siden opdateret af forfatteren.
Således kom 4. udgave i 1914.
Efter Troels-Lunds død i 1921 udkom det i flere udgave med 6. udgave fra 1968. Denne udgave var redigeret af Erik Kjersgaard der også skrev en introduktion.
Fjerde udgaves 14 bind er indskannet af Projekt Runeberg. De består af følgende:
1. Om Kulturhistorie. – Land og Folk
2. Bønder- og Købstadboliger
3. Boliger: Herregaarde og Slotte
4. Klædedragt
5. Fødemidler
6. Hverdag og Fest
7. Aarlige Feste
8. Fødsel og Daab
9. Trolovelse
10. Forberedelse til Bryllup
11. Bryllup
12. Ægteskab og Sædelighed
13. Livsbelysning
14. Livsafslutning

Sjette udgave samler bindene to og to og består således af 7 bind.